# Томас Харис
Вижте пояснителната страница за други личности с името Томас Харис.
Томас Харис (на английски: Thomas Harris) е американски писател, автор на едни от най-известните трилъри на нашето време – поредицата за Ханибал Лектър. И четирите части са филмирани с участието на актьори като Антъни Хопкинс, Джоди Фостър, Ралф Файнс и Джулиан Мур. Първият роман на автора – „Черна неделя“, също е филмиран през 1977 г. с участието на Робърт Шоу, Брус Дърн и Марте Келер.
Романът „Мълчанието на агнетата“ се продава в повече от 12 млн. екземпляра, и това без нито една публична изява на автора Томас Харис. Той никога не е давал интервю и успява да запази своята самоличност скрита зад героя си Ханибал.

### Самостоятелни романи
- Black Sunday (1975)
Черна неделя

### Серия „Ханибал Лектър“ (Hannibal Lecter)
1. Red Dragon (1981)
Червения дракон, ISBN 954-529-255-5
2. The Silence of the Lambs (1988)
Мълчанието на агнетата, ISBN 954-529-135-4
3. Hannibal (1999)
Ханибал Лектър
4. Hannibal Rising (2005)
Ханибал Лектър: Зараждането на злото, ISBN 978-954-529-496-9

### Екранизации
- Черна неделя, Black Sunday (1977)
- Преследвачът, Manhunter (1986)
- Мълчанието на агнетата, The Silence of the Lambs (1991)
- Ханибал, Hannibal (2001)
- Червеният дракон, Red Dragon (2002)
- Ханибал: Потеклото, Hannibal Rising (2007)

### Книги за писателя
- The Strange World of Thomas Harris (2001) – от Дейвид Секстън
- The Hannibal Lecter Story (2001) – от Джон Броснан